# Eriopyga goniostigma
Eriopyga goniostigma là một loài bướm đêm trong họ Noctuidae.